# おきらく亭はち好
おきらく亭 はち好（おきらくてい はちこう、本名：中川 功、1950年1月22日 - 2021年4月7日）は、千葉県・市川市出身の落語家。フリーの落語家として沖縄を中心に活躍した。

## 経歴
生家は豆腐店を営んでいた。
- 1968年2月 - 四代目春風亭柳好に入門、「はち好」を名乗る。
- 1972年4月 - 二ツ目昇進。
- 1976年3月 - 五代目春風亭柳昇門下に移籍、「愛昇」と改名。
- 1983年4月 - 四代目春雨や雷蔵、二代目柳亭小痴楽、古今亭寿輔、三笑亭夢之助、桂京丸、三遊亭春馬と共に真打昇進、「五代目春風亭柳條」を襲名。
- 1985年1月 - 第5回国立演芸場花形新人大賞受賞。
- 1991年4月 - 落語芸術協会を脱退、フリーとなる。
- 1996年 - 「忠犬亭はち好」と改名。
- 1999年1月 - 「はち好」と改名。
- 2000年10月- 沖縄に移住し、「おきらく亭はち好」と改名。
- 2021年4月7日 - 慢性心不全のため那覇市内の病院で死去[1]。71歳没。

亡くなって一年後の2022年4月9日、那覇市の達磨院で、おきらく亭一門による一周忌一門会が催された。
一門の「おきらく亭すい好（本名：宜野座 一）」は、大阪府池田市で開催されている社会人落語日本一決定戦に第1回から出場、2022年12月に開催された第14回大会で池田市長賞を受賞、沖縄からの出場者として初入賞。2024年の第16回大会では準優勝となった。

## 出演

### ラジオ
- 「はち好・噺のハ」RBCiラジオ 2002年4月 - 2011年1月（レギュラー）

## 出版
- 「五十歳の挑戦」沖縄に落語をひろめたい（BOOKSpace、2017年2月）＊kindle版有。